# Bonanseja
Bonanseja — рід грибів. Назва вперше опублікована 1906 року.

## Класифікація
До роду Bonanseja відносять 1 вид:
- Bonanseja mexicana